# Железо-56

Зависимость удельной энергии связи (то есть энергии связи, приходящейся на один нуклон) от числа нуклонов в ядре обычных изотопов; железо-56 находится на вершине кривой. Более редкие изотопы никель-62 и железо-58, оба из которых имеют более высокие ядерные энергии, не показаны.

Железо-56 (56Fe) — наиболее распространённый изотоп железа. Он составляет около 91,754 % всего железа.
Из всех нуклидов у железа-56 самая низкая масса на нуклон. С энергией связи в 8,8 МэВ на нуклон, железо-56 обладает одним из наиболее прочно связанных ядер.
Никель-62, относительно редкий изотоп никеля, имеет более высокую удельную ядерную энергию на нуклон; это согласуется с более высокой массой на нуклон, потому что никель-62 имеет большую долю нейтронов, которые немного массивнее протонов. Лёгкие элементы подвергаются ядерному слиянию, а тяжёлые делению ядра, во время которого их нуклоны связываются всё более плотно, поэтому можно было бы ожидать, что 62Ni будет наиболее распространённым элементом. Однако во время нуклеосинтеза в звёздах конкуренция между фотоядерной реакцией и альфа-процессом приводит к образованию 56Ni, а не 62Ni (56Fe образуется позже по мере распада 56Ni).
Тем не менее, в процессе слияния 28 атомов никеля-62, с последующим образованием 31 атома железа-56, высвобождается 0,011 u энергии. По мере старения Вселенной материя будет медленно превращаться во всё более тесно связанные ядра, приближаясь к 56Fe, что в конечном итоге за ≈101500 лет в расширяющейся Вселенной без распада протонов приведёт к образованию железных звёзд.